# آيت يخلف (آيت تالت)
آيت يخلف هو دُوَّار يقع بجماعة كيكو، إقليم بولمان، جهة فاس مكناس في المملكة المغربية. ينتمي الدوّار لمشيخة آيت تالت التي تضم 4 دواوير. يقدر عدد سكانه بـ 364 نسمة حسب الإحصاء الرسمي للسكان والسكنى لسنة 2004.

## وصلات خارجية
- البوابة الوطنية للجماعات الترابية
- المندوبية السامية للتخطيط